# Bistum Butare
Das Bistum Butare (lat.: Dioecesis Butarensis) ist eine in Ruanda gelegene römisch-katholische Diözese mit Sitz in Butare.

## Geschichte
Papst Johannes XXIII. gründete das Bistum Astrida mit der Apostolischen Konstitution Gaudet sancta am 11. September 1961 aus Gebietsabtretungen des Bistums Kabgayi. Den heutigen Namen nahm es am 12. November 1963 an. Am 10. April 1976 wechselte das Bistum von der Kirchenprovinz Kabgayi in die Kirchenprovinz Kirgali. Am 30. März 1992 verlor es einen Teil seines Territoriums an das Bistum Gikongoro.

## Territorium
Das Bistum Butare umfasst die Distrikte Gisagara, Huye und Nyanza in der Provinz Südprovinz.

## Ordinarien

### Bischof von Astrida
- Jean-Baptiste Gahamanyi (11. September 1961–12. November 1963)

### Bischöfe von Butare
- Jean-Baptiste Gahamanyi (12. November 1963–2. Januar 1997)
- Philippe Rukamba (2. Januar 1997–12. August 2024)
- Jean Bosco Ntagungira (seit 12. August 2024)